# Пиво

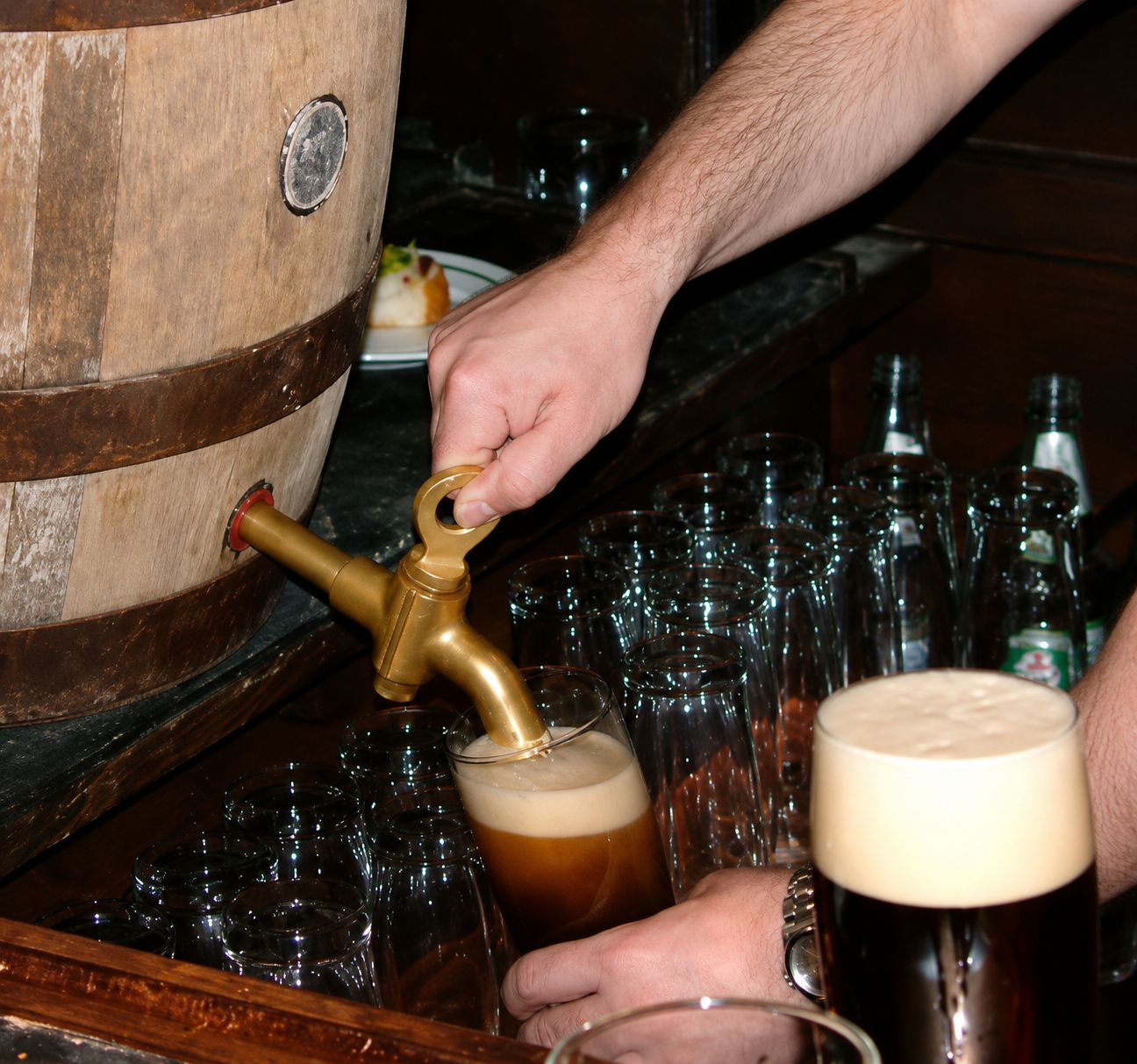
Розливання копченого пива з діжки

Пи́во — алкогольний напій, отриманий шляхом бродіння. Третій напій у світі за популярністю після води та чаю.
За визначенням ПК України — насичений діоксидом вуглецю пінистий напій, отриманий під час бродіння охмеленого сусла пивними дріжджами, який зазначений у товарній позиції 2203 Української класифікації товарів зовнішньоекономічної діяльності.
Характеризується специфічною гіркотою та ароматом, що надає йому хміль, а також здатністю до піноутворення. Процес виробництва пива називається броварством або пивоварінням.

## Етимологія
У слов'янських народів назва пива однакова й походить від прасл. *pivo, утвореного від дієслова *piti. І раніше це слово означало не тільки пиво й напій взагалі, а напій, який часто й багато п'ють. Слово «пиво» та «пити» співзвучні в слов'янських мовах: укр. пиво, біл. піва, пол. piwo, чеськ. і словац. pivo, серб. пиво/pivo, рос. пиво. Лише в болгарській вживається германізм бира, але «пивовар», «пивоваріння» й «пивоварний» також болгарською мовою відповідно — пивовар, пивоварство й пивоварен.
У Х—ХІ ст. поняття «пиво» вживалося для означення будь-якого напою, а у два наступні століття — для всіх міцних напоїв. Пиво у вигляді напою, що споживається тепер, з'явилось у середині ХІІІ ст. під назвою «ол» (від прасл. *elъ, *olъ, спорідненого з «ель»).
У стародавніх літописах галлів, британців та скандинавів також згадується про пиво. У давньогерманській мові пиво називалось «peor», «bior», «pier». Вважають, що ця назва походить від середньолатинського «biber» — напій. Сучасна німецька назва пива — «Bier», англійська — «beer», французька — «bière».
Через трудомісткість процесу на Русі і в Європі того часу пиво варили всі члени громади один раз на рік, здебільшого в березні. Тоді цей напій сприяв внутрішній консолідації народу та був одним із проявів демократичних тенденцій — зварити з кимось пиво означало «порозумітися».

## Історія
Поява пива стала можливою лише із започаткуванням хліборобства й вирощуванням ячменю та пшениці, бо саме зерно цих культур було першою, а ячмінь і досі залишається основною сировиною для виготовлення пива.
Ще стародавні єгиптяни володіли мистецтвом приготування ячмінного солоду, приписуючи винахід хмільних напоїв богові Осірісу. Денна норма будівельників пірамід складалася з 3 хлібів, з 3 джбанів пива й декількох пучків часнику та цибулі.
У стародавній Греції, багатій різними винами, пиво зневажали. Воно вважалося напоєм бідняків. Проте знаменитий лікар Гіппократ присвятив пиву спеціальну книгу.
Сприятливими для започаткування рільництва в умовах давнини виявились наносні родючі землі в долинах Євфрату, Нілу, Інду та Хуанхе. Але найкращі умови для розвитку продуктивних сил і суттєвого збільшення врожаїв зернових культур створились ще у IV тисячолітті до н. е. у двох пунктах земної кулі — у нижній частині Нілу та у низов'ях Євфрату, де склалися перші рабовласницькі суспільства й були створені зрошувальні системи рільництва, що давали змогу найпростішими знаряддями обробляти землю. Саме тут, тобто в давньому Єгипті й на землях, де протікають Тигр і Євфрат, завдяки інтенсивному розвиткові хліборобства та виробництву достатньої кількості зерна значного розвитку як ремесло набуло хлібопекарство. Саме тут стародавні пекарі помітили: якщо намочене зерно перебуває в теплі й відбувається процес бродіння, то можна одержати дивний напій. Так стародавні пекарі винайшли новий напій — попередник сучасного пива. Звичайно, те пиво було мало схожим на сучасне. Воно було майже безалкогольним, каламутним, теплим і вміщувало занадто мало вуглекислого газу, щоб грати й пінитись. Для компенсації цих недоліків до пива додавали плоди миртового дерева. Пізніше у цей напій, що нагадував кислу бражку, для поліпшення смаку й надання гіркоти перепробували багато інших рослинних матеріалів.
У числі перших відомості про виготовлення пива знайдено в шумерів — найдавнішого й основного населення країни, яке заклало основи цивілізації у Дворіччі. Вдалося встановити, що шумери знали 15 видів пива.
Німецький археолог Е. Хубер у своїй книзі «Історія Месопотамії» писав:
«Я знайшов клинопис у храмовому інвентарі третього тисячоліття до нашої ери. Там містилися цікаві рецепти приготування шумерського пива».
Хубер встановив не менш як 15 сортів пива. З розрізнених відображень він склав 23 сцени, що досить повно показували процес приготування пива. Готували його таким чином: із солоду виробляли пивний хліб, баппир, який кришили, опускали в діжку, заливали водою й квасили. Суміш проціджували та приправляли. Пили пиво крізь спеціальні очеретяні трубочки, щоб плевели та зерна, що не розчинилися, не потрапляли в стравохід людини.
У шумерів була покровителька пивоваріння Нінкасі, що означає: «Та, яка щедро напоїла мене», їй навіть було присвячено стародавню поему «гімн Нінкасі», що датується 1800 р. до н. е. Пиво було досить розповсюдженим напоєм серед шумерів. Ним торгували й виплачували натурою. Пивоварів навіть звільняли від військових обов'язків. Шумери настільки полюбляли пиво, що створили приказку: «Не знати пива — не знати радощів».
Щоб уникнути плутанини в назвах місцевостей, про які буде йтиметься щодо пивоваріння та які, на жаль, ще зустрічаються в літературних джерелах, скажемо, що рівнинну частину території (північна частина) між річками Тигр і Євфрат у їхній нижній та середній течії називають по-грецьки — Месопотамією (Межиріччя). Південну частину території, де течія обох річок зближується (переважно на південь від району столиці сучасного Іраку — Багдаду), виділяють під назвою Дворіччя.
На початку III тисячоліття до н. е. на території Дворіччя знаходилось декілька десятків невеликих міст-держав із населенням приблизно по 40—50 тисяч осіб у кожному. Ці міста історики вважають шумерськими й об'єднують під назвою Шумер. Найбільш давнім із цих міст був Аккад, розташований на Євфраті недалеко від іншого міста Киш, яке заснувала жінка-пивовар Кукаба й де у великій кількості варили пиво.
Про значне споживання пива у Шумері свідчать аккадські прислів'я: «Насолодився пивом — занедужав у дорозі» або «Пива напився — до місця приріс». Це свідчить і про несхвальне ставлення до тих, хто зловживав цим напоєм навіть у часи започаткування пивоваріння.
З часом Аккад стало столицею держави Шумер — першим об'єднанням Дворіччя. Після падіння Аккадського царства північна його частина продовжувала називатися Аккадом, а південна зберегла назву Шумер.
Наймолодшим містом Шумеру був Вавилон, який також був розташований на березі Євфрату, на південний захід від Кишу. Починаючи з II тисячоліття до н. е. значення Вавилону невпинно зростало, потім навколо нього пройшло об'єднання майже всієї долини Дворіччя. А у І тисячолітті до н. е. його роль настільки зросла, що греки з іменем цього міста стали називати Вавилонією все Дворіччя. Спочатку було утворено Старовавилонське царство, а на тисячоліття пізніше — Нововавилонське.
За клиноподібною писемністю стародавніх вавилонян на камені та глині археологи встановили, що у Вавилоні були відомі 16 сортів пива і що для його виготовлення використовувались ячмінний солод та пшениця.
Правила виготовлення та продажу пива у Вавилоні викладені у відомому зведенні законів царя Хаммурапі. Це зведення є найзначнішою юридичною пам'яткою Стародавнього Сходу і являє собою великий кам'яний стовп із висіченими на ньому написами. Знайдений він був на місці стародавнього міста Сузи. У цьому зведенні передбачалися суворі покарання пивоварів, що розводили пиво водою. Для винних передбачалося право вибору: бути утопленим у діжці із зіпсованим пивом або пити його, доки не впадеш мертвим. Шинкарів, які завищували ціну на пиво, без зайвих розмов топили у річці. Це, звичайно, змушувало виробляти і продавати високоякісне пиво.
Стародавній Вавилон мав великий вплив на сусідні народи. З Ваилону виготовлення пива поширилось на стародавню Персію і країну Урарту.
Канадські археологи, розкопуючи пагорб Годін-Тепе на заході Ірану (Персія), знайшли уламки глиняної судини, у якій варили пиво. Це підтверджується осадом на дні судини, який складається з оксалату кальцію, що випадає при виготовленні сучасного пива. На дні судини нанесено сітку з глибоких подряпин, щоб осад затримувався в них при розливі напою. Гадають, що судина була виготовлена за декілька тисячоліть до нашої ери. Отже, можна припустити, що пиво у Персію попало навіть зі стародавнього Шумеру.
У IX—VIII столітті до н. е. Урарту була однією з найбільших держав давнини. До складу Урарту входили території Закавказзя, зокрема нинішніх Вірменії та Грузії. Історичні пам'ятки свідчать, що там ячмінь був у числі головних елементів їжі населення, а пиво виготовлялось у великій кількості.
При розкопках на території Урартського царства було знайдено спеціальні судини для виготовлення і зберігання пива. Із свідчень старогрецького історика Ксенофонта, який брав участь у воєнних походах на території цього царства і який у своїй праці «Анабасіс» подає відомості з історії Грузії і Вірменії, нам стало відомо, що там зберігалось ячмінне вино у великих карасах-жбанах. На рівні з вінцями судин у вині плавав ячмінь, і в нього були увіткнуті тростини більших та менших розмірів. Хто хотів пити, повинен був узяти тростину до рота і тягнути крізь неї вино. Напій цей був терпким та приємним на смак". Мова тут йде, звичайно, про пиво.
Відомо, що населення Урарту мало тісні зв'язки зі скіфами, що мешкали тоді у східному Закавказзі, Передній Азії. Відомо також, що десь наприкінці 90-х років VI століття до н. е. основна частина скіфів пішла із Закавказзя до Північного Кавказу, а потім до Північного Причорномор'я. Можливо, таким чином разом зі скіфами пиво потрапило і в Україну.
Археологічні знахідки у південній частині Месопотамії, які відносяться до III тисячоліття до н. е., а саме глиняні дощечки з написом про надання харчових продуктів тодішнім майстрам, свідчать, що й там здавна знали пиво. На одній із плиток розшифрували напис: «на один день хліб + пиво».
Найбільш розповсюдженим у Месопотамії було темне пиво. Воно було досить густе, з осадом, помірно ігристе, з невеликим вмістом алкоголю, запахом кислуватого солоду і освіжаючим кислуватим смаком. Для створення гіркоти пива вживали різні трави.
Про найдавніше минуле Єгипту відомо, зазвичай, більше, ніж про інші країни, бо єгиптяни залишили чимало історичних пам'яток. У свої гробниці давні єгиптяни клали багато предметів побуту, адже вірили, що загробне життя подібне до земного і покійнику всі земні речі також знадобляться. Багато зображень стародавнього побуту залишили єгиптяни на камені у своїх гробницях. Вважається, що Єгипет як держава існував приблизно за 3 тисячі років до нашої ери. У зв'язку з нестачею даних для точного літочислення історію Єгипту позначають не стільки за століттями, як за династіями. Жрець Манефон, який склав грецькою мовою твір про історію Єгипту ще за 300 років до нашої ери, налічував 30 династій. Історію стародавнього Єгипту ділять на декілька періодів — Раннє, Стародавнє, Середнє, Нове та Пізнє царство. До раннього царства відносять першу і другу династію (за списком Манефона) і кілька додинастичних періодів.
Отже, ще за І династії у Єгипті був добре відомим ячмінь. У гробницях, крім ячменю, знайдено різновид пшениці — еммер (двозернятка). Там же знайдено досить грубі зернотертки (два камені, між якими розтирали зерно). Перші історичні відомості про пиво одержано за часів Стародавнього царства, яке охоплює декілька століть III тисячоліття до н. е.
Відомий чеський дослідник професор Грозний виявив у Єгипті пам'ятники, які свідчать, що пиво там почали варити ще 2800 років до н. е. Настінні написи, що відносяться до 2600—2190 рр. до н. е., показують процес виготовлення пива. Якщо за період Раннього царства у гробницях сановників є відомості про виноградники та «майстерні їжі», про виготовлення різного роду посуду тощо, то на стінах гробниць Стародавнього царства зображені численні працівники вельмож-пивоварів та інших ремісників. Цікаво, що їх безпосередні начальники зображені також такими, що працюють на рівних із підлеглими. Серед різного роду майстерень, що тоді існували, особливо виділялись майстерні для виготовлення харчових продуктів. Ці майстерні були одночасно і сховищем припасів. Але серед майстерень, а іноді і єдиним виробництвом були тісно пов'язані між собою хлібопекарство та пивоваріння (пиво виготовляли тоді з попередньо спечених ячмінних хлібців). До такої майстерні додавали гончарне виробництво (але не завжди), яке виготовляло посуд для пива. Очолював майстерню її начальник, і у ній могла бути житниця з місячним запасом зерна. Начальники майстерень звітували перед адміністрацією, яка приймала вироби. Якщо виріб виявлявся неповноцінним, тобто таким, якого ми тепер звемо нестандартним, то прийомщик вимагав його заміни. У майстерні працювали як жінки, так і чоловіки. Одні роботи виконувались переважно чоловіками, інші — жінками. Існував розподіл праці. Вироби послідовно переходили з рук у руки у порядку черговості виконуваних операцій.
У гробниці у Саккарі (V династія) знайдено зображення пивоварні разом із пекарнею. Це зображення свідчить про поєднання пекарства з пивоварінням і дає уявлення про стародавню технологію виготовлення пива у Єгипті.
Стародавні єгиптяни знали чимало сортів пива, починаючи зі звичайного ячмінного темного, світлого з тонким ароматом та пива звичайного із сумішшю 10 різних видів солоду і закінчуючи пивом, для виготовлення якого використовувався пшеничний солод. Оскільки пиво виготовляли тоді з солодового хліба, підсмаженого або підсушеного на сонці, то ще у стародавньому Єгипті й Вавилоні виник популярний і досі вираз «пиво — це рідкий хліб».
Є зображення доставки у майстерні мідників корзин із пивом, статуетка стародавнього пивовара з єгипетської гробниці V династії, який зайнятий своєю працею. На інших знайдених у гробницях зображеннях показані корзини з хлібом, пивом, овочами.
Отже, пиво було повсякденним напоєм у Єгипті. Пиво, цибуля та хліб були основною їжею бідних та середніх верств його населення. Щоденна норма будівника пірамід складалася з трьох буханок хліба, трьох жбанів пива та декількох пучків часнику та цибулі.
Таким чином, вже майже 5 тисяч років тому пиво було добре відомим і поширеним продуктом харчування у стародавньому Єгипті. Знамениті пивоварні були у Пелузії, у дельті Нілу. Пелузія тоді була центром пивоваріння, де варили найкраще пиво. Зі стародавнього Єгипту дійшло до нас також багато записів на папірусі про пивоваріння. Зберігся, наприклад, єгипетський папірус, де йдеться про два сорти пива — Гаг і Зед.

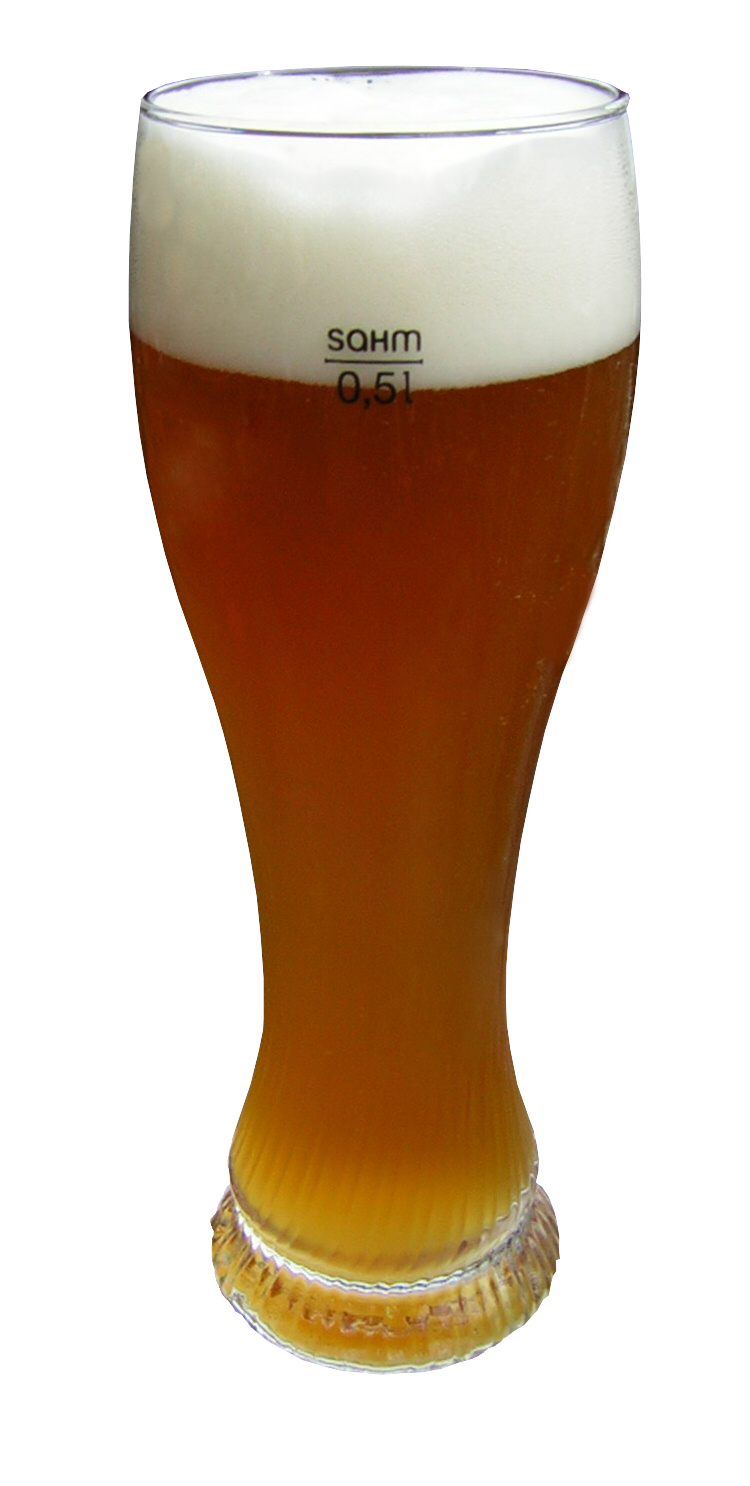
Баварське пшеничне пиво

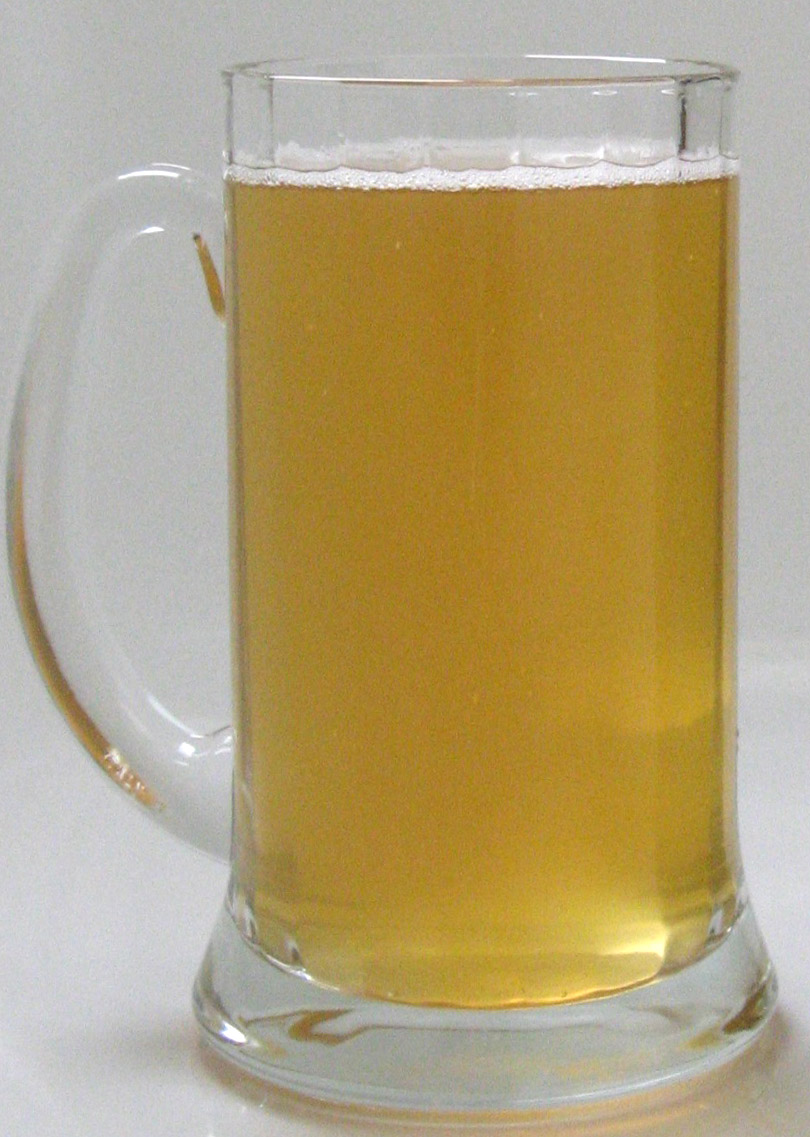
Eichbaum Kellerbier.

Група британських археологів на чолі з Беррі Кемпом із Кембриджського університету під час розкопок у Тель-ель-Амарне (стародавня єгипетська столиця) виявила залишки пивоварні, що належала храму Сонця, побудованому царицею Нефертіті. Там же знайшли настінне панно із зображенням цієї цариці, яка наливає пиво крізь щось подібне до ситечка, щоб відокремити пиво від домішок. Сама Нефертіті була неабиякою майстринею пивоваріння. Про єгипетське пивоваріння є і пізніші історичні свідчення. Грецький історик Геродот, що народився у 484 р. до н. е. говорить, що у єгиптян був напій, що виготовляється з ячменю. Мандрівник Страбон, що жив 2 тисячі років тому, свідчить, що жителі єгипетського міста Александрії п'ють багато пива, ароматизованого різними речовинами.
Існує легенда, за якою добрий бог відродження Озірис дарував країнам, де немає винограду, пиво. Вважали, що, навчивши людей варити пиво, Озірис вніс у їх життя присмак насолоди і радощів.
Грецький філософ Теофраст повідомляє єгипетську назву пива «Zythum» (латинською мовою). Цікава схожість цієї єгипетської назви з українською ситою (медовим напоєм).
Про поширення пивоваріння у Єгипті свідчить і те, що за часів XII династії зображення пивоварень у гробницях ми бачимо вже не лише у вельмож, але навіть у службовців та приватних осіб. У цей період (Середнє царство) багато з пивоварів досягли в суспільстві досить забезпеченого становища і самостійності і вже на їх пам'ятниках були позначки про це ремесло. Пивовари Єгипту об'єднувались за родом своєї праці і ставали певною суспільною силою.

Хоча пиво було улюбленим напоєм єгиптян ще за часів фараона Рамзеса II, але вже тоді засуджувалось надмірне споживання пива, про що свідчить висічене на одній із камінних плит повчання:
Не згуби себе, коли сидиш у пивній, не втрачай розуму і не забувай своїх клятв. Коли впадеш і схопишся за край одягу того, хто сидить поряд, ніхто тобі руки допомоги не подасть. Навіть приятелі відвернуться і скажуть з обуренням: «Піди геть, п'янице».
Вміння варити пиво з Єгипту поширилося на північно-африканські країни і південь, до ефіопів. Ефіопи перейняли і вавилонське пивоваріння, ще й дотепер виготовляючи в деяких місцях пиво за старовавилонськими рецептами. Стародавні ефіопські назви пива «Fokka» і «Mazar» збереглися і до нашого часу.
У Європі в числі перших навчились готувати пиво греки. Велику роль у запозиченні греками пива у Єгипті і подальшому його розповсюдженні у Європі відіграла грецька колонізація. Грецька колонізація набула поширення у VIII—VI ст. до н. е. й була пов'язана із загальним розвитком грецького суспільства, з соціально-економічними причинами, які штовхали деякі прошарки грецького населення — як серед бідноти, так і заможної його частини — на еміграцію і освоєння нових земель спочатку на узбережжі Середземного моря, а потім у більш віддалені території. Греки, як правило, засновували колонії мирним шляхом, які спочатку мали характер рільничих поселень, а потім перетворювались у рільничо-торговельні, що підтримували тісні торговельні й культурні зв'язки з метрополією й навколишнім населенням.
Колонії здебільшого займали невеличкі території, як правило, прилягали до морського узбережжя. Відомий стародавній грецький філософ Платон писав, що ці поселення, розкидані по берегах морів від Кавказу до Гібралтару, нагадують жабенят, що розсілися навколо ставу. Колонізація розпочалася з узбережжя Балканського півострова, південної Італії, далі захопила Сицилію, території, де жили кельти і ібери, що населяли території сучасної Франції, Іспанії і т. д.
На південно-східному узбережжі Середземного моря виникли дві значні грецькі колонії — Навкратіс у Єгипті, на одному з рукавів дельти Нілу та у Кирені, на узбережжі Лівії, що на захід від Єгипту. Земля для створення Навкратіса була надана грекам єгипетським царем, який дозволив їм там жити і торгувати, виплачуючи Єгипту податок. У Навкратісі розвинулась ремісництво. Через цю колонію греки запозичили у єгиптян вміння виготовляти багато необхідних їм виробів, безперечно й пива. Греки встановили з Єгиптом тісні торговельні й культурні зв'язки і запозичили багато чого з єгипетської цивілізації. Вони навчились готувати ячмінний п'янкий напій — ячмінне вино, або пиво, яке називали «зітон». Римляни також перейняли вміння готувати це ячмінне вино (пиво) і варили його не лише з ячменю, а і з пшениці та інших злаків. Треба, однак, відзначити, що хоча греки і римляни раніш, ніж хто інший у Європі, навчились варити пиво, але ставились до нього тривалий час досить зневажливо, вважаючи його варварським напоєм. Навіть такий великий давньогрецький філософ і вчений середини другої половини IV ст., як Арістотель, вважав, що «від вина голова стає важчою, а від пива дурнішою». Така ситуація була пов'язана з тим, що у стародавній Греції і Римі були дуже розвинуті виноградарство та виноробство і там надавали перевагу вину, вважаючи його благородним напоєм. І це не дивно, якщо згадати, чим було стародавнє пиво порівняно з сучасним.
Пиво ще за кілька століть до н. е. (VI—V ст. до н. е.) і на початку нашої ери виготовляли й пили в Іберії (Стародавній Іспанії), у Фракії, в Іллірії та Паннонії (на території сучасних Албанії та Югославії). Про споживання фракійцями та іллірійцями ячмінного світлого пива як народного напою згадується і в Біблії. У І столітті до н. е. мистецтво виготовлення пива перейшло з Іспанії у Галлію, населену кельтськими племенами (сучасна Франція). Там воно у I ст. н. е. під назвою «korma» стало народним напоєм. Це пиво збереглося у північній Франції, Бельгії та Англії і до сьогодення. Слово «korma» схоже з іспанським «cerea», що може бути свідченням походження пива Галлії з Іспанії.
Як тільки стародавні германці стали займатися хліборобством, вони почали варити пиво. За сказаннями Тацита (I ст. н. е.) стародавні германці виготовляли з ячмінного солоду напій, піддаючи його бродінню. За германською легендою винахідником пива є казковий король Гамбрінус, якого пивовари вважали своїм покровителем. Реальним прототипом патрона пивоваріння є герцог Брабантський Ян Прімус, який був великим ентузіастом споживання пива і загинув у лицарському бою у 1294 році.

## Складові
Пиво зазвичай виготовляється з води, ячмінного солоду, хмелю, пивних дріжджів. Іноді додатково застосовуються несолоджені матеріали (непророщене рисове, ячмінне, кукурудзяне борошно та крупи, а також інша сировина, яка містить вуглеводи) та інші допоміжні інгредієнти.
Через те, що пиво в основному складається з води, вода і її характеристики мають важливий вплив на якість пива. Для багатьох типів пива мали вплив, чи навіть були визначальними характеристики води в регіоні. Сольовий склад води впливає на рівень «рН», відповідно і на швидкість та глибину ферментаційних і бродильних процесів.
Серед різних типів солоду, ячмінний солод є найпоширенішим завдяки високим ферментаційним якостям (що виникають через зацукрювання крохмалю, що міститься в зернах), однак, використовуються і інші солодові та несолодові злаки, включаючи пшеницю, рис, жито, овес і кукурудзу.
Хміль додає напою смаку гіркоти, що збалансовує смак солоду і має антибіотичний ефект, що знешкоджує небажані мікроорганізми.

## Виробництво
Виробництво пива — складний і тривалий процес, що складається з кількох нетехнологічних циклів: виробництва солоду, отримання пивного сусла, зброджування сусла пивними дріжджами, доброджування, фільтрація пива і розлив.
Для виготовлення солоду використовують ячмінь спеціальних пивоварських сортів, який очищається, сортується, дезінфікується і замочується на кілька днів до вологості 43—46 %. Поміщені в особливі умови зерна проростають, в них накопичуються необхідні ферменти, крохмаль, білки, вітаміни переходять у розчинний стан.
Пророслі зерна сушаться, очищаються від паростків — виходить солод, який не менше місяця має відлежатись. У цей час тривають складні біохімічні процеси. Готують солод і з інших злаків.
Для отримання пивного сусла солод полірують, подрібнюють, затирають (змішують) із водою. Вода для виробництва пива має бути м'якою. У місцевостях із твердою водою її піддають додатковій обробці, для пом'якшення.
В отриманій суміші, при певній температурі, тривають процеси, найважливіший із яких — зацукрювання крохмалю, що є в солоді.
Солод вариться протягом двох годин із хмелем. Хміль надає пиву специфічний смак і аромат, підвищує стійкість при зберіганні.
З отриманого сусла вилучають хміль, охолоджують сусло до 60, а потім і до 5—6 °C. Сусло зброджують спеціальними сортами пивних дріжджів протягом 7—9 днів і, знову, охолоджують.

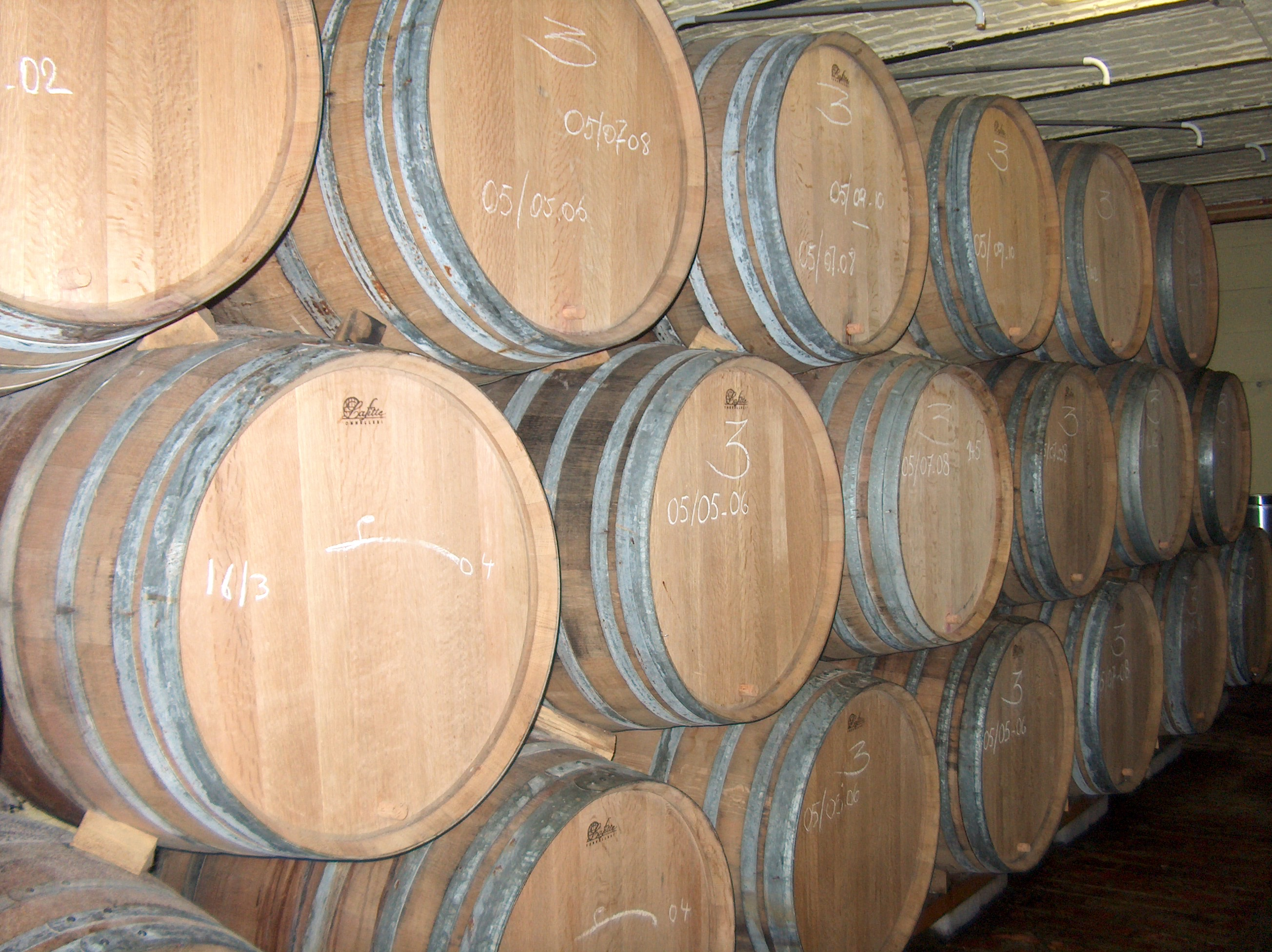
Бочки з пивом

Доброджують пиво в дерев'яних або металевих танках при температурі 1—2 °C. Тривалість доброджування визначається маркою пива і може мати термін до 3—4, і навіть 6 місяців. У цей час пиво накопичує вуглекислоту, набуває повноти смаку.
Нарешті, напій фільтрується і розливається в тару. Розлив відбувається за надлишкового тиску, щоб уникнути піноутворення. При пастеризації пиво поступово нагрівають до 58—68 °C протягом 20—30 хвилин. Температура і час нагрівання можуть дещо відрізнятись.
Це так званий «основний» процес виробництва пива, який може мати деякі відмінності та доповнення для приготування певних марок пива.

## Законодавство
У зв'язку із зростанням алкоголізму в Україні, зокрема дитячого, з січня 2010 року діє закон про заборону споживання алкоголю у громадських місцях у тому числі і пива (зупинки, сквери, парки, дитячі майданчики і т. ін.). У деяких містах України заборонено продавати пиво та алкогольні напої після 22:00 (Львів, Тернопіль, Борщів). Також деякі міськради ввели обмеження на продаж пива та алкогольних напоїв у паркових зонах (з яток). Наявність у пиві алкоголю та багатьох інших речовин сприяє виникненню ряду захворювань.
З липня 2015 року в Україні вступає в силу зміна до Податкового кодексу щодо віднесення пива до алкогольних напоїв, ухвалені Радою в 2014 році. З цього випливає, що реклама пива на телебаченні і радіо в денний час, а також зовнішня реклама заборонені. Крім того, виробництво пива підлягає сертифікації і атестації, запроваджується сертифікат відповідності продукції, ліцензія на імпорт і експорт пива. Передбачені нові вимоги до маркування цієї продукції, також вводиться заборона на використання брендованого обладнання: меблів, келихів, парасольок тощо; спонсорство спортивних команд. Також від виробників пива з міцністю більше 8,5 % тепер вимагають використання акцизних марок, як для вина і міцного алкоголю.

## Вплив на організм людини

Можливі наслідки для організму людини за тривалого вживання етанолу (алкоголю).

Пиво містить алкоголь, а отже, наслідки для здоров'я за вживання алкоголю поширюються також і на пиво. І. П. Павлов, продемонстрував, що навіть малі дози алкоголю знижують рефлекси і повне їх відновлення відбувається лише на 6—8-й день. Водночас ряд дослідників вказує на зв'язок помірного вживання алкоголю зі зменшенням ризику серцево-судинних захворювань та інсультів. Наслідками ж довгострокового зловживання алкоголем може стати алкоголізм, алкогольний гепатит (ураження печінки), гіпертонія, гастрити та серцеві захворювання. Крім того, на думку деяких вчених, зокрема кафедри наркології Харківської медичної академії післядипломної освіти, для формування алкоголізму пиво є навіть небезпечнішим та підступнішим, ніж міцні алкогольні напої. Їх наукові дані свідчать, що ризик виникнення пияцтва є вищим у тих, хто надає перевагу пиву, у порівнянні з вином, як серед чоловіків, так і серед жінок. Пиво, завдяки своєму швидкому всмоктуванню у шлунково-кишковий тракт викликає навіть виразніше сп'яніння ніж горілка, а вживання пива натщесерце збільшує ризик ушкодження печінки та підшлункової залози алкоголем.
Пивні дріжджі є багатим джерело поживних речовин, тому пиво може містити значну їх кількість, зокрема магній, селен, калій, фосфор, біотин та вітаміни B. Деякі джерела стверджують, що фільтроване пиво втрачає значну частину своїх поживних речовин.
Японські дослідження, проведені у 2005 році, показали, що деякі сорти пива, міцністю до 5,0 % об., можуть мати сильні протиракові властивості. Інше дослідження показало, що безалкогольне пиво має схожий вплив на серцево-судинну систему, як і взагалі помірне вживання алкогольних напоїв. Проте, численні дослідження показують, що користь та шкода для здоров'я людини від алкогольних напоїв відбувається завдяки спирту, який вони містять.
Одне з досліджень вказує на зв'язок між пияцтвом та «пивним животом». Хоча головною причиною, все ж таки вказується недостатня кількість фізичних вправ та надмірне споживання вуглеводів. Деякі книги про дієти називають пиво продуктом, що має небажано високий глікемічний індекс 110, так само, як і мальтоза. Однак, мальтоза у пиві проходить метаболізм дріжджів під час бродіння так, що пиво складається в основному з води, олії хмелю та містить тільки сліди цукру, в тому числі мальтози.
| Речовина         | Тип                 | Частка       | Необхідна щоденна доза  |
| ---------------- | ------------------- | ------------ | ----------------------- |
| основні речовини | вуглеводи           | 30—40 г      |                         |
|                  | білки               | 3—5 г        |                         |
|                  | алкоголь            | 35—43 г      |                         |
|                  | вуглекислий газ     | 4—5 г        |                         |
|                  | вода                | 840—900 г    |                         |
| вітаміни         | B1 (Тіамін)         | 0,03—0,04 мг | 1,0—1,4 мг              |
|                  | B2 (Рибофлавін)     | 0,3—0,4 мг   | 1,2—1,6 мг              |
|                  | B6 (Піридоксин)     | 0,4—0,9 мг   | 1,2—1,9 мг              |
|                  | H (Біотин)          | 0,005 мг     | 0,0—0,06 мг або 0,15 мг |
|                  | Нікотинова кислота  | 6—9 мг       | 13—18 мг                |
|                  | Фолієва кислота     | 0,04—0,8 мг  | 0,4—0,6 або 0,2 мг      |
|                  | Пантотенова кислота | 0,9—1,5 мг   | 6 мг                    |
| елементи         | калій               | 420—570 мг   | 2000 мг                 |
|                  | фосфор              | 0,12—0,32 г  |                         |
|                  | сірка               | 0,1—0,2 г    |                         |
|                  | магній              | 80—100 мг    | 300—400 мг              |
|                  | марганець           | 0,16 мг      |                         |
|                  | мідь                | 0,10 мг      |                         |
|                  | кальцій             | 40—100 мг    | 1000—1200 мг або 800 мг |
|                  | кремній             | 0,01—0,04 г  |                         |

Дія пива на організм людини обумовлена складовими, які воно містить — алкоголем та продуктами бродіння солоду. Пиво готується з ячменю, хмелю, що містять білки, жири, вуглеводи та вітаміни. Мікроби бродіння поїдають ці продукти, ростуть і розмножуються. Унаслідок бродіння виділяється алкоголь. На етикетці пивної пляшки зазвичай надруковане число, що показує, скільки об'ємних відсотків етилового спирту міститься у пиві (наприклад, 5,0 % об.). Об'ємний відсоток алкоголю трохи більше, ніж вагарний. Виходить у цьому пиві — 4,35 % вагарного алкоголю. Іншими словами у півлітровій пляшці пива міститься 20 мл чистого спирту (у міцних сортах до 40—50 мл). Таким чином, пляшка пива міцністю 5 % об. відповідає приблизно 60 мл горілки. Якщо пиво міцне (наприклад, 8 % об.), пляшка такого пива відповідає 100 мл горілки, а дві пляшки — склянці горілки. Сучасні ж 16—17-літні підлітки випивають більше трьох літрів пива на день, що відповідає приблизно 400 мл горілки.
За висновками кафедри наркології Харківської медичної академії післядипломної освіти навіть невеликі дози пива впливають на нащадків споживачів, як чоловіків так і жінок. У жінок виробляються під впливом алкоголю неповноцінні статеві клітини, наслідком чого може бути викидень, або народження неповноцінних чи мертвих дітей. Діти, що народилися з алкогольним синдромом плоду, але без грубих каліцтв, відстають у фізичному та психічному розвитку. Вкрай небезпечним є вживання пива матір'ю, яка годує немовля грудним молоком, тому що дитина, яка отримуватиме алкоголь, виросте слабкою, безпорадною, вразливою для інфекцій та нервово-психічних розладів.

## Відмінності між сортами пива

### За кольором
При всій різноманітності сортів згідно з цією шкалою головними є світле та темне пиво. Колір готового пива залежить від складу сировини, а саме від наявності у суслі темного солоду, а при його присутності — кількістю та ступеню обсмаженості останнього. Для світлих сортів відповідно використовується світлий солод. У той час як темному пиву притаманна помірна гіркість та солодовий смак, світле відзначається яскраво вираженою хмелевою гіркотою та ароматом. Номінально темніші сорти є «міцнішими».
Загалом розрізняють світле, темне, червоне та біле пиво. Також існує змішане пиво — результат, перш за все, чеської культури споживання. Отримано після змішування темного та світлого пива.

### По типу бродіння
Відповідно до цієї класифікації двома основними видами пива є лагер — низового бродіння і ель — верхового бродіння, які в свою чергу поділяюся на сорти.
Сорти відрізняються і за концентрацією масової частки сухих речовин у початковому суслі, яка вказується у відсотках чи в градусах Баллінґа. Пиво з малим вмістом алкоголю має густину до 5 %, середнім — до 12 %, міцне пиво — понад 14 %.

## Міцність пива
У листопаді 2009 року шотландська броварня BrewDog випустила пиво «Тактичний ядерний пінгвін» (Tactical Nuclear Penguin), міцністю в 32 %. Це стало світовим рекордом міцності. До цього рекорд належав німецькому пиву Schorschbraer (31 %). Утім, броварня Schorschbräu не поступилася конкурентам і наприкінці того ж 2009 року випустила нову марку напою — Schorschbock міцністю 40 %. Шотландці відреагували на цей закид пивом міцністю 41 % під кричущою назвою «Втопи Бісмарка!». Окрім високої міцності цей сорт вирізнявся і сильною гіркотою, оскільки вміст хмелю в ньому у чотири рази перевищував звичайний.
У 2010 році броварня BrewDog намагалася остаточно закріпити свій рекорд створивши пиво міцністю 55 % під назвою «Кінець історії». Партія ексклюзивного напою налічувала лише 12 пляшок, які були вельми претензійно запаковані: кожна пляшка вкладалася в опудало вивірки. Але перемога залишилася на боці баварців, які в 2011 році створили пиво Schorschbock 57, назва якого невимушено вказувала на міцність у 57 %! Партія цього пива також була обмеженою, вона налічувала лише 36 пляшок, кожна з яких коштувала 200 євро. Проте висока ціна не відлякала поціновувачів цього напою, оскільки виробники заявили, що за правилами виробництва справжнього пива, які не передбачають додавання спирту, створити міцніший напій технологічно просто неможливо. Цю суперечку несподівано перервала третя сторона — нідерландська броварня 't Koelschip виготовила пиво «Почни майбутнє» міцністю 60 %. Наразі, саме воно і тримає світовий рекорд за вмістом алкоголю.
Щоправда інша шотландська броварня Brewmeister двічі намагалася побити рекорд: 2012 року вона зварила пиво «Армагеддон» міцністю 65 %, а потім перевершила саму себе, створивши пиво «Зміїна отрута» (Snake Venom) міцністю 67,5 %! З огляду на те, що напій такої міцності міг викликати опіки, споживати його радили порціями не більше 35 мл за один раз. Втім, обидві марки пива були зварені нетрадиційним способом, тобто із штучним додаванням спирту в процесі бродіння, отже, більшість броварів їх за справжнє пиво не визнають.

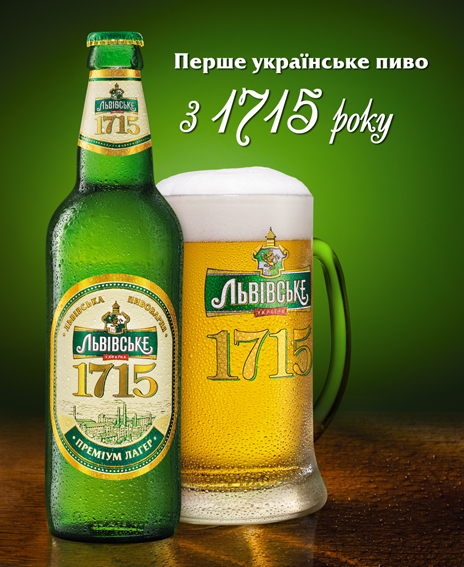
Марка Львівське
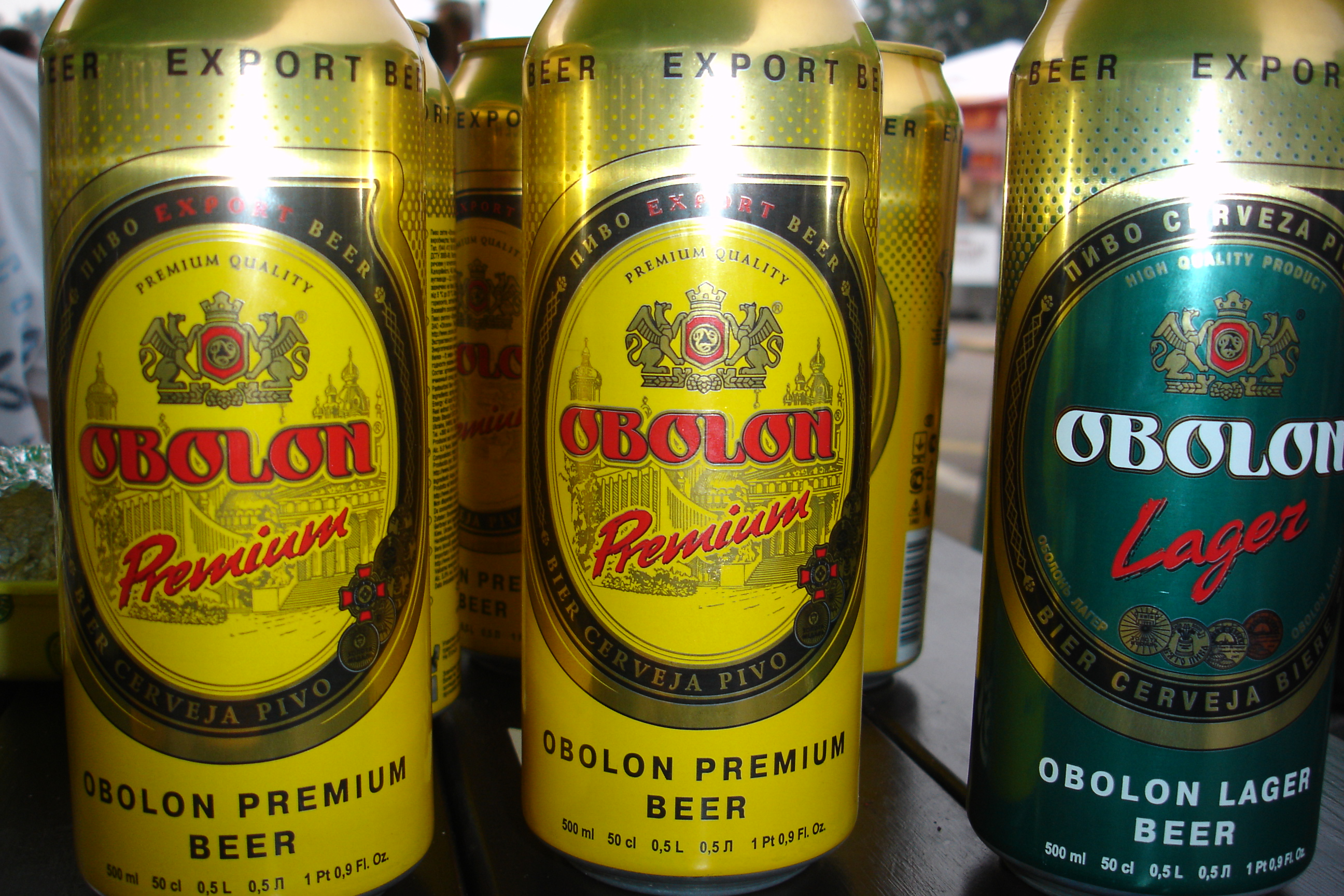
Марка Оболонь
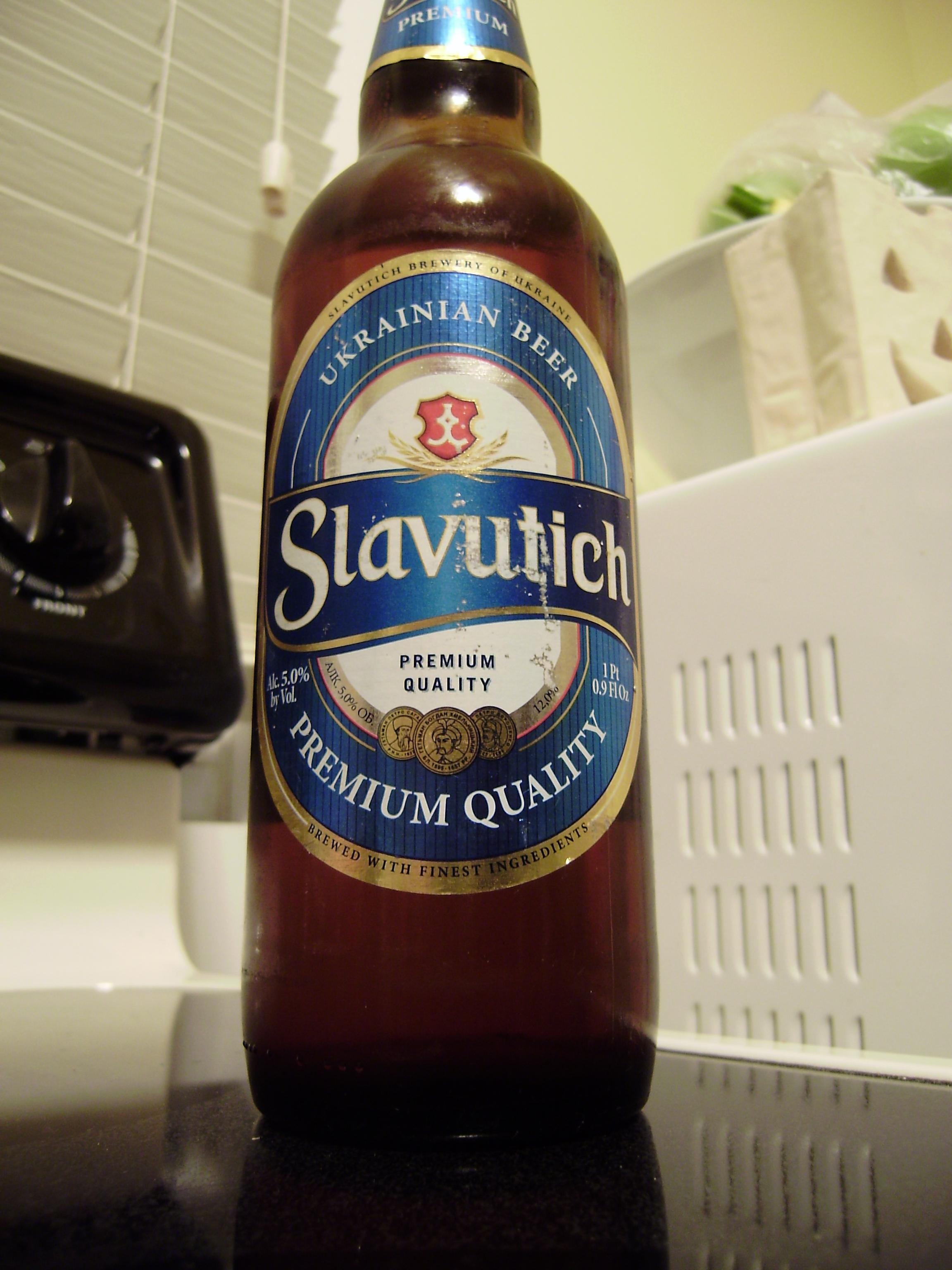
Марка Славутич
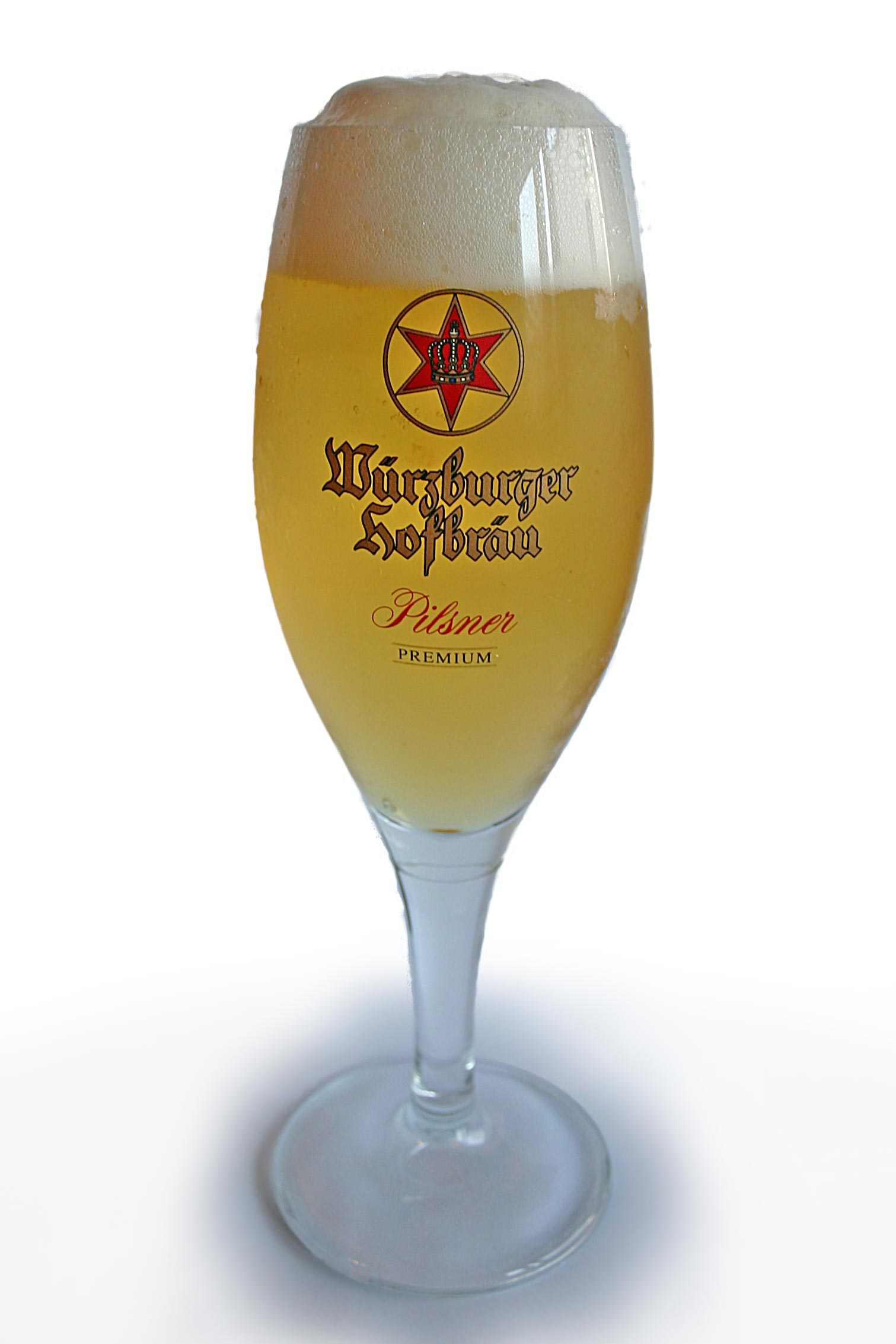
Вюрцбурзьке, марка нім. Würzburger Hoffbräu
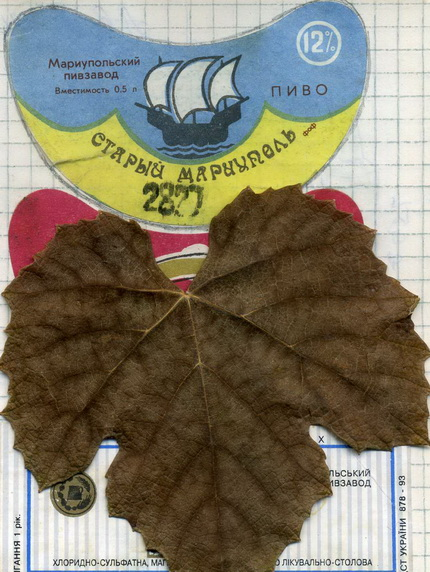
Пиво «Старий Маріуполь».

## Українські марки пива
Див.: Список пивоварень України

## Дні пива
Міжнародний 7 серпня[джерело?].